# Altes Rathaus (Finsternthal)

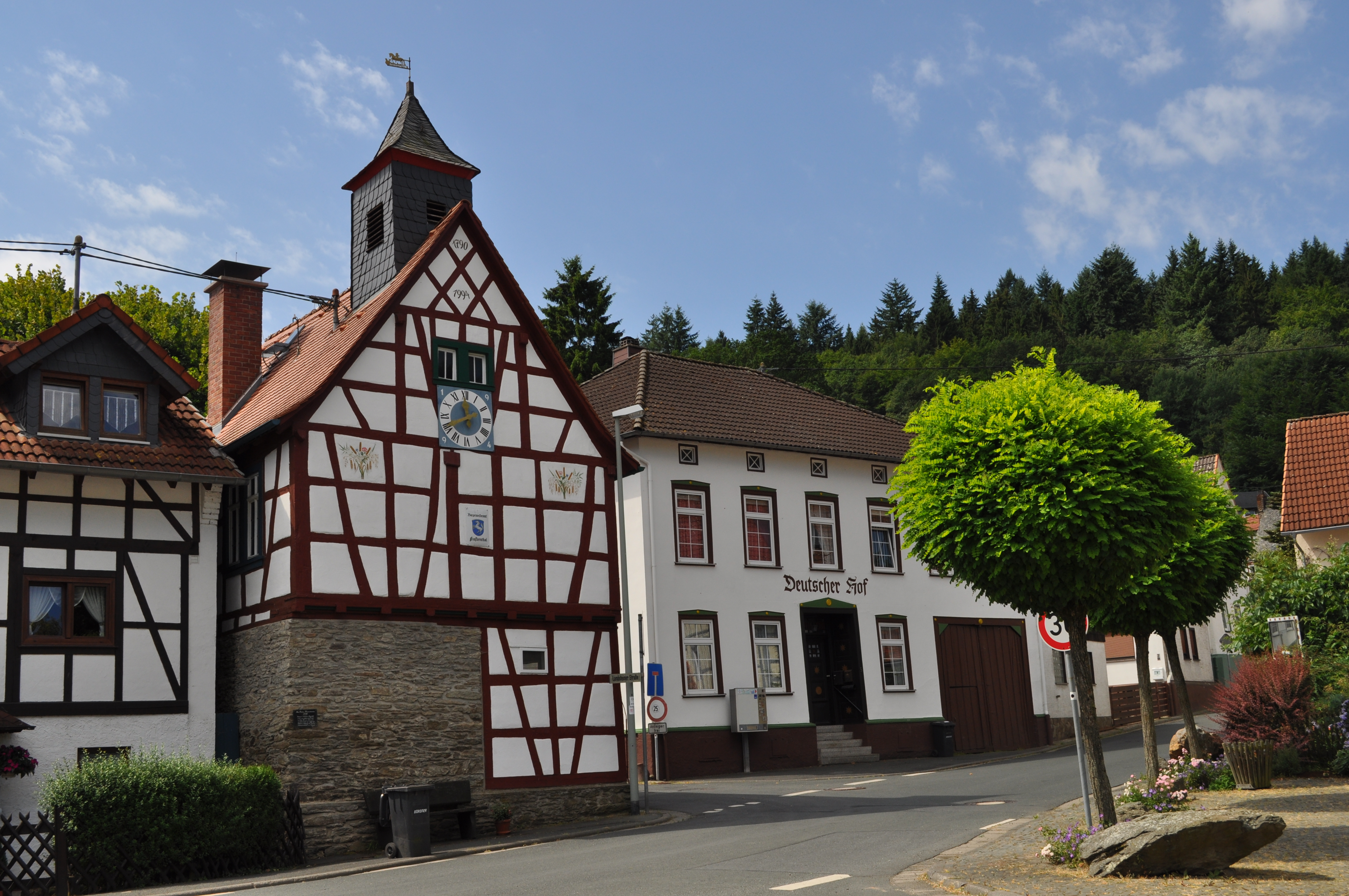
Rathaus, Front

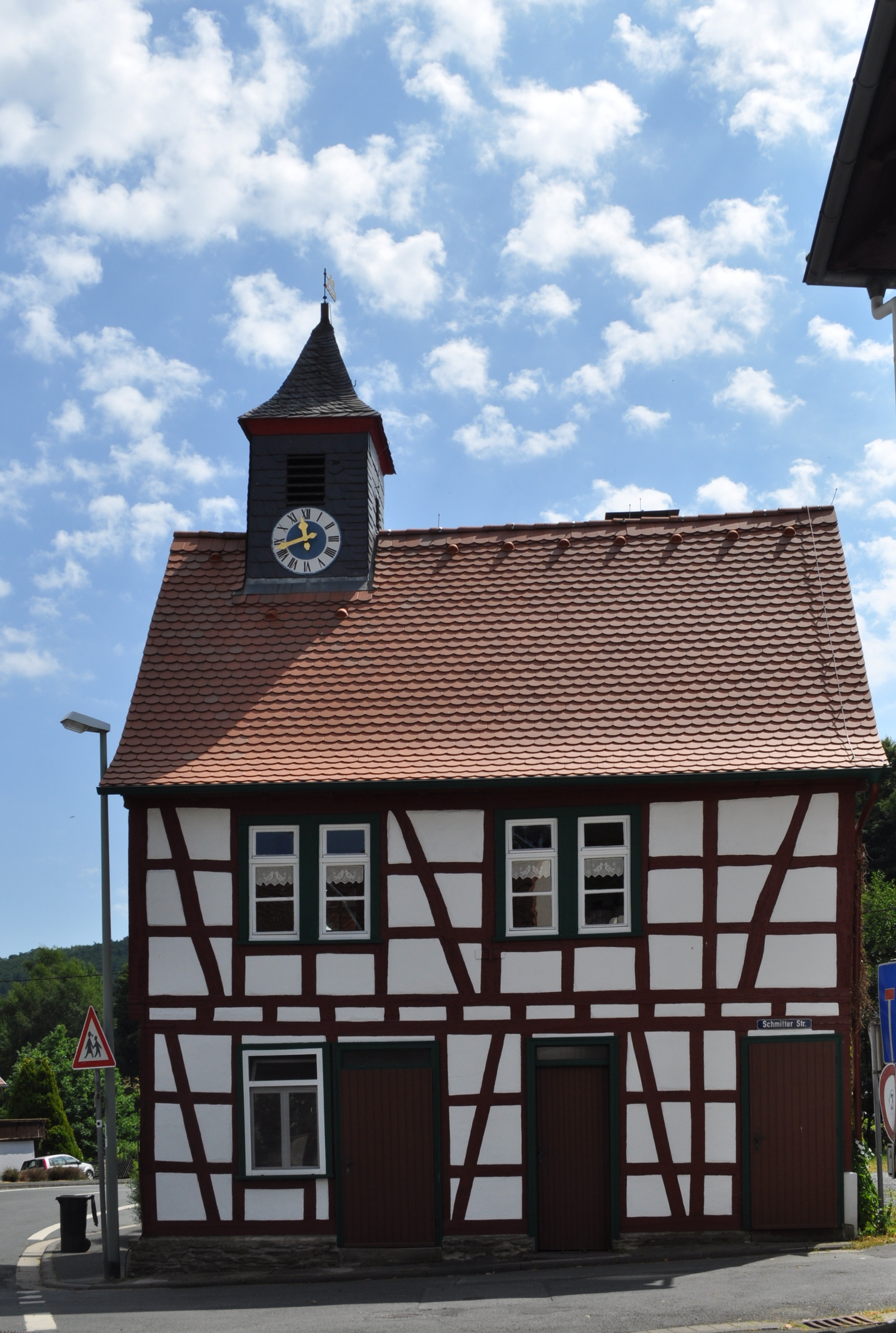
Rathaus, Seite

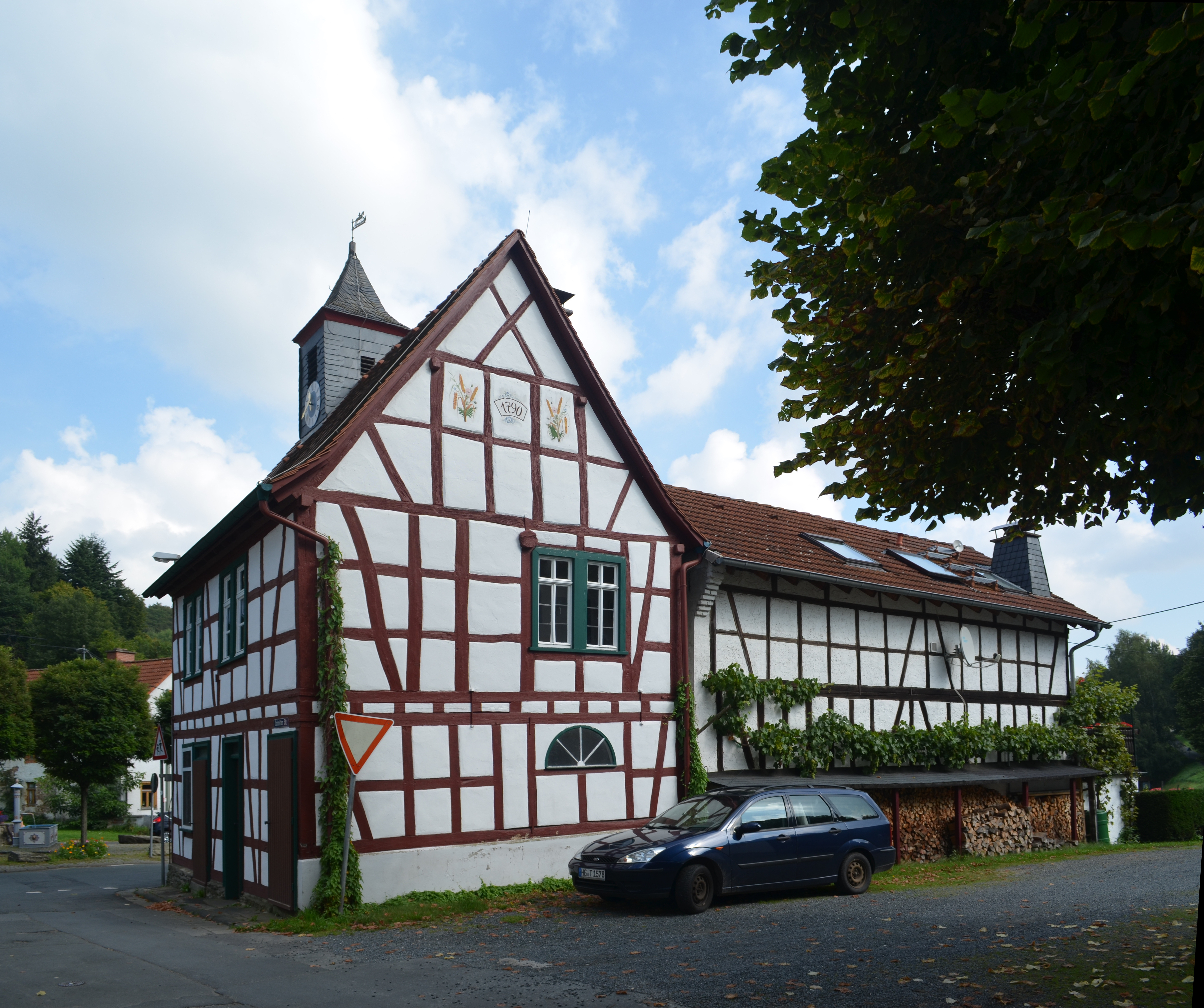
Rathaus, Rückseite

Das ehemalige Rathaus in Finsternthal steht heute unter Denkmalschutz.

## Geschichte
Der erste namentlich bekannte Bürgermeister des kleinen Dorfes Finsternthal (einem Ortsteil der Gemeinde Weilrod im Hochtaunus) war Johannes Lehr (1667–1714). Zu dessen Amtszeit bestand kein Rathaus, die Dienstgeschäfte wurden in dessen Privathaus abgehandelt. 1790 erbaute die Gemeinde unter Bürgermeister Johann Philipp Lehr (einem Nachfahren des obigen) das heutige Gebäude als Rathaus, Backhaus und Milchsammelstelle.
Im Zuge der Gebietsreform in Hessen schlossen sich die Gemeinden Finsternthal sowie weitere Gemeinden am 1. Dezember 1970 zur Gemeinde Weilnau zusammen, bevor diese Gemeinde am 1. August 1972 mit mehreren bis dahin selbstständigen Gemeinden durch ein Landesgesetz zur Gemeinde Weilrod zusammengeschlossen wurde. Damit verlor das Rathaus seine Funktion. Auch die Milchsammelstelle wurde eingestellt und die Versorgung mit Backwaren übernahmen die Bäckereien der Umgebung. Das Haus begann zu verfallen. Die Gemeinde Weilrod nahm umfassende Sanierungen vor. Heute wird das alte Backhaus wieder durch das Backesteam genutzt und der Sitzungssaal dient verschiedenen Veranstaltungen.

## Gebäude
Das Gebäude am Schnittpunkt der beiden Hauptverkehrsachsen des Ortes steht sowohl als Teil der Gesamtanlage Alt-Finsternthal als auch als Einzelobjekt unter Denkmalschutz. Gemeinsam mit dem Deutschen Hof bildet es die Kopfseite des an der Kreuzung entstandenen zentralen Platz des Ortes.
Auffällig am zweigeschossigen Fachwerkbau auf massivem Sockel ist das viereckige Türmchen mit Zeltdach und Wetterfahne. Auf der Seite zum Deutschen Hof befindet sich eine mechanische Turmuhr. Der Eingang liegt an der südlichen Traufseite.